# Communauté de communes entre Loire et Morvan
La communauté de communes entre Loire et Morvan était une communauté de communes française, située dans le département de la Nièvre et la région Bourgogne-Franche-Comté.

## Historique
La communauté de communes entre Loire et Morvan fut créée par arrêté préfectoral le 30 décembre 1999 pour une prise d'effet officielle au 1er janvier 2000.
Le 1er janvier 2013, les communes d'Isenay et de Saint-Gratien-Savigny intègrent l'intercommunalité.
Par arrêté préfectoral du 17 novembre 2016, elle fusionne le 1er janvier 2017 avec d'autres communautés de communes pour former la nouvelle intercommunalité du Bazois Loire Morvan.

## Composition
Elle était composée des onze communes suivantes :
- Cercy-la-Tour
- Charrin
- Fours
- Isenay
- Montambert
- La Nocle-Maulaix
- Saint-Gratien-Savigny
- Saint-Hilaire-Fontaine
- Saint-Seine
- Ternant
- Thaix

## Administration

### Présidents
| Période                | Identité        | Qualité                                    |
| ---------------------- | --------------- | ------------------------------------------ |
| janvier 2000-mars 2008 | Gérard Genty    | Maire de Cercy-la-Tour, Conseiller général |
| avril 2008-avril 2011  | Michel Mulot    | Adjoint au maire de Cercy-la-Tour          |
| mai 2011-avril 2014    | Georges Pereira | Maire de Fours                             |
| mai 2014-décembre 2016 | Georges Pereira | Maire de Fours                             |